# Kroatische Communistenbond
De Kroatische Communistenbond (Servo-Kroatisch: Savez komunista Hrvatske, SKH) was de enige toegestane politieke partij in de Socialistische Republiek Kroatië (1945-1989), een van de constituerende deelstaten van de Socialistische Federale Republiek Joegoslavië. 

## Geschiedenis
De voorloper van de Kroatische Communistenbond was de Communistische Partij van Kroatië (KPH) en werd in 1937 opgericht. De KPH maakte deel uit van de Communistische Partij van Joegoslavië (KPJ). Vóór de Tweede Wereldoorlog waren de KPH en de KPJ verboden door het autoritaire en semi-fascistische regime van prins-regent Paul van Joegoslavië. Tijdens de oorlog was Kroatië formeel een onafhankelijke staat onder protectie van het Derde Rijk. De fascistische Ustašabeweging vervolgden naast Serviërs en joden ook Kroatische communisten van wie er velen belandden in concentratiekampen. Partijleden die niet in handen vielen van de Ustašabeweging sloten zich aan bij het verzet van de partizanen van Josip Broz Tito die in 1945 Joegoslavië, inclusief Kroatië, op eigen kracht wisten te bevrijden. In 1945 werd Joegoslavië een federale socialistische republiek en opgedeeld in verschillende deelstaten die beschikten over zelfbestuur. De KPH was de enige legale politieke partij in de deelrepubliek Kroatië.
In november 1952 werd de KPH omgevormd tot de Kroatische Communistenbond (SKH). Tijdens de jaren zestig trad een hervormingsgezinde generatie communisten in Kroatië op de voorgrond; zij streefden naar politieke liberalisering, een vrijere pers en zetten zich vooral in voor meer zelfbestuur van hun deelrepubliek binnen de Joegoslavische federatie. Een en ander culmineerde in 1970-71 in de zogenaamde Kroatische Lente waarin studentenprotesten werden georganiseerd die stilzwijgend werden gesteund door de hervormingsgezinde partijleiding. De centrale regering in Belgrado keerde zich tegen de hervormers en wist een einde te maken aan hun aspiraties. Een grootscheepse zuivering binnen de gelederen van de KPH vond plaats personen als Savka Dabčević-Kučar en Miko Tripalo werden uit de partij verwijderd. De communistenbond kwam volledig in handen van de conservatieven. Pas in 1989 begon de partijleiding van de SKH in te zien dat hervormingen noodzakelijk waren en sprak men zich uit voor het invoeren van een meerpartijenstelsel binnen de grenzen van de Kroatische deelrepubliek. De partij sprak zich uit tegen de aspiraties van de Servische nationalisten binnen de Servische Communistenbond die streefden naar een gecentraliseerde Joegoslavische staat en een groot Servische republiek waarbij gebieden die tot dan toe deel uitmaakten van Kroatië en Bosnië-Herzegovina zouden worden overgedragen aan Servië. De hervormingsgezinde Kroatische communist Ivica Račan werd gekozen tot partijvoorzitter van de SKH. 
In januari 1990, tijdens het partijcongres van de Joegoslavische Communistenbond, trokken de Kroatische afgevaardigden, waarvan Račan er een was, zich in het kielzog van de Sloveense afgevaardigden terug uit de federale communistische partij waarna de Kroatische Communistenbond feitelijk zelfstandig werd en er een einde kwam aan de federale partij. De SKH kreeg bij de verkiezingen van 23 april 1990 slechts 73 van de 356 zetels in het parlement; de grote tegenstrever, de populistische en nationalistische Kroatische Democratische Unie van Franjo Tuđman won de verkiezingen overtuigend en kwam er een einde aan de macht van de communisten in Kroatië. Op 3 november 1990 werd de SKH opgeheven en vervangen door de Partij van Democratische Vernieuwingen.

## Partijstructuur
Het bestuur van de SKH was het Centraal Comité (gekozen tijdens het partijcongres). Het CC kwam echter maar enkele keren per jaar bijeen. Het dagelijks bestuur werd gevormd door het Presidium (Politbureau) van het Centraal Comité. De voorzitter van de Servische Communistenbond werd gekozen door het Centraal Comité. De meeste leden van het Presidium waren ook lid van het Secretariaat van de Servische Communistenbond. Oud-voorzitters van de SKH waren ex officio leden van het Presidium van het Centraal Comité van de Joegoslavische Communistenbond (SKJ).
|  |  | Voorzitter van het CC van het Pres. |  |
|  |  |                                     |  |
|  |  | Presidium                           |  |
|  |  |                                     |  |
|  |  | Centraal Comité                     |  |
|  |  |                                     |  |
|  |  | Partijcongres                       |  |

## Voorzitters van de SKH
- Andrija Hebrang - 1942-1944
- Vladimir Bakarić - 1944-1969
- Savka Dabčević-Kučar - 1969-1971
- Milka Planinc - 1971-1982
- Jure Bilić - 1982-1983
- Josip Vrhovec - 1983-1984
- Mika Špiljak - 1984-1986
- Stanko Stojčević - 1986-1989
- Ivica Račan - 1989-1990[1]

## Verwijzingen
Communistenbond van Bosnië en Herzegovina · Kroatische Communistenbond · Macedonische Communistenbond · Montenegrijnse Communistenbond · Servische Communistenbond (Communistenbond van Vojvodina · Kosovaarse Communistenbond) · Bond van Communisten van Slovenië ·
Organisatie van de Communistenbond binnen het Joegoslavische Volksleger